# A Munka Vörös Zászló Érdemrendje (Magyarország)

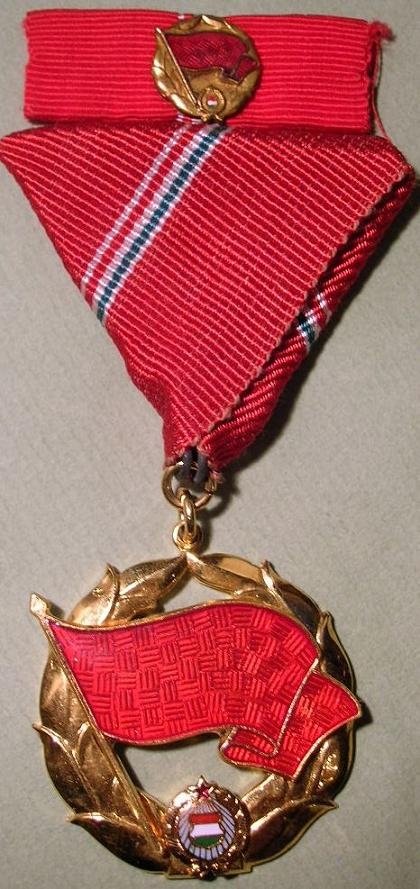
A Munka Vörös Zászló Érdemrendje

A Munka Vörös Zászló érdemrendje 1953-ban létrehozott magyar állami kitüntetés. 

## Története
Az érdemrendet a magyar Országgyűlés alapította, az 1920-ban létrehozott szovjet változat alapján. A kitüntetést a Minisztertanács javaslatára a Magyar Népköztársaság Elnöki Tanácsa adományozta. Első alkalommal 1953. április 4-én adták át. 1972-től a díjazottaknak nyugdíjkiegészítés járt. Az érdemrend 1990-ben megszünt.

## Az adományozás feltételei
1953
A díjat a Magyar Népköztársaság érdekeinek szolgálatában és azok elősegítésében, a szocializmus építése terén kimagasló érdemeket szerzett személyek valamint vállalatok, hivatalok és intézmények is kaphatták.
1976
A közéletben, valamint a termelő munkában végzett több évtizedes kiemelkedő munka, szervezetek esetében pedig a szocialista munkaversenyben elért kiváló eredmény, valamint rendkívüli munkateljesítmény elismerésére szolgált.

## Leírása
1953
Búzakoszorúval körbefogott, felső részén zománcozott aranyszélű vörös zászlóval borított, világoskék zománcozott mező, közepén aranysugarakra a Magyar Népköztársaság címere van ráhelyezve. A koszorút a jelvény alján piros-fehér-zöld zománc szalag köti össze. Háromszögletű mélyvörös, felső bal harmadában 5 mm széles fehér alapon futó 2 mm-es piros-fehér-zöld sávos szalagon.
1954
A jelvény aranyszínű kör alakú, babérkoszorúra helyezett arany szélű vörös zászló, amely a babérkoszorú alsó részére helyezett címer fölött van.
1964
A Munka Vörös Zászló Érdemrendjének jelvénye 36 mm átmérőjű aranyszínű kör alakú babérkoszorúra helyezett aranyszélű vörös zászló, amely a babérkoszorú alsó részére helyezett címer fölött van. Háromszögletű mélyvörös, felső bal harmadában 5 mm széles fehér alapon futó 2 mm piros-fehér-zöld sávval ellátott szalagon. 